# Кріс Джексон (фотограф)
Кріс Джексон (англ. Chris Jackson; нар. 12 січня 1980, Англія, Велика Британія) — британський королівський фотограф Getty Images.

## Життєпис
Закінчив Кардіффський університет (бакалавр фізіології).
У 2012 році вперше опублікував свої світлини в Instagram. Мав приватні зйомки з Бараком Обамою та британською королівською родиною: королевою Єлизаветою II, королем Чарльза III та королевою Каміллою, принцом Вільямом та принцесою Кетрін Вельськими, герцогом Сассекським Гарі.
Висвітлював найбільші світові події, зокрема: посуху на Африканському Розі, інавгурацію Папи Бенедикта XVI, Венеційський кінофестиваль, благодійні підйоми на вершину Кіліманджаро та коронацію Чарльза III. Роботи публікуються в The New York Times, The Washington Post, Newsweek, The Telegraph, Tatler, Hello!, Times та інших.
У 2013 року відкрив виставку «Історії надії» в галереї Getty Images у центрі Лондона, підкреслюючи діяльність благодійної організації «Sentebale». Створив фотодокументальні фільми про лаштунки перших Ігор нескорених у Лондоні та Орландо, які були задумані та розроблені принцом Гаррі.
Автор книг «Сучасна монархія», «Єлизавета ІІ — королева нашого часу», «Чарльз III: Король і його королева» (2023).
Член журі премії British Photography Awards.

## Нагороди
- королівський фотограф 2010, 2015 та 2016 років[4];
- фотографом року в галузі новин у 2005 році[4];
- спеціальні нагороди у 2009, 2013, 2014 років[4].